# Chadha Jlassi
Chadha Jlassi, née le 17 janvier 2004, est une boxeuse tunisienne.

## Carrière
Chadha Jlassi est médaillée d'argent dans la catégorie des moins de 52 kg aux Jeux panarabes de 2023 à Alger, ainsi que médaillée de bronze dans la même catégorie aux Jeux africains de 2023 à Accra.